# Sokolîșce, Stara Vîjivka
Sokolîșce (în ucraineană Соколище) este localitatea de reședință a comunei Sokolîșce din raionul Stara Vîjivka, regiunea Volînia, Ucraina.

## Demografie
Componența lingvistică a localității Sokolîșce
     Ucraineană (99,14%)
     Alte limbi (0,43%)
Conform recensământului din 2001, majoritatea populației localității Sokolîșce era vorbitoare de ucraineană (99,14%), existând în minoritate și vorbitori de alte limbi.